# Прауральська мова
Прауральська мова — гіпотетична прамова, від якої походять уральські мови. Прауральська мова реконструюється методами порівняльно-історичного мовознавства. За ностратичною гіпотезою, безпосередньою прамовою прауральської мови є праностратична мова. Безпосередні нащадки прауральської мови — прафіно-угорська мова і прасамодійська мова. Носіями прауральської мови були прауральці.
Прауральська була аглютинативною мовою. Існував сингармонізм. Іменник змінювався за не менше ніж шести відмінками. Звичайним порядком слів був SOV (підмет — додаток — присудок).

## Історія мови
Петер Хайду датує розпад прауральської мови, тобто поділ її на прасамодійську і прафіно-угорську, VI—IV тисячоліттями до н. е. В. В. Напольський заглиблює цю дату до VI—V тисячоліть до н. е. Ю. Янхунен відносить цю подію до часу близько 3000 року до н. е.

## Батьківщина
У XIX столітті через гіпотезу про урало-алтайську спорідненість прабатьківщину уральців шукали в Азії в районі Саянських і Алтайських гір (Фердинанд Відеман, Матіас Кастрен).
Пізніше пошуки прабатьківщини робилися з урахуванням власне мовних даних. Так, в мові прауральців були позначення для ялини, сибірського кедра, а в прафіно-угорській мові назви для бджоли, меду, їжака, північного оленя, орябка, політухи, горностая, норки, соболя, куниці, осетра, стерляді, дуба, в'яза, горобини і заліза. Ці факти змусили дослідників висунути європейську концепцію прабатьківщини уральців, що розташовувала її між середньою Волгою та Уралом.